# 额勒伯克尼古埒苏克齐汗
額勒伯克尼古埒蘇克齊汗（1362年—1399年），第20代蒙古大汗，1394年—1399年在位，在位6年。

## 身世爭議
《蒙古源流》认为額勒伯克是兀思哈勒可汗的次子；但《明实录》等书记载，脱古思帖木儿（即兀思哈勒可汗）次子地保奴被明军俘获，后流放琉球。蒙古史专家宝音德力根认为他是元昭宗之子买的里八剌，而买的里八剌曾被明俘虏后放归北元。
1388年，脱古思帖木儿长子天保奴与其父一同被杀，次子地保奴又被明廷流放到琉球；至此，脱古思帖木儿在蒙古的后裔已绝。据《黄史》，额勒伯克尼古埒苏克齐汗三十三岁时即位，在位四年；佚名《黄金史纲》说他在狗年（1394年）即位。由此可知，额勒伯克尼古埒苏克齐汗生于1362年，他不可能是1350年出生的脱古思帖木儿之次子。
从额勒伯克尼古埒苏克齐汗的生年、名字以及明人的有关记载来看，他应是买的里八剌：首先，额勒伯克尼古埒苏克齐汗与买的里八剌生年相同，均生于1362年。其次，名字的词义相同。“尼古埒蘇克齊”（nigülesügči）是“买的里”（maitriya）的蒙古语意译，均意为「慈悲」。“額勒伯克”（elbeg）意为“富有、富于”，修饰意为“慈心”的“尼古埒苏克齐”一词，两词结合表示“富有慈心”。至于买的里八剌这个名字的后半段“八剌”一说源自“婆罗”（bala），译“愚夫”。更有可能的说法是“八剌”（pāl）作为“王子”的称呼，意为“护持”。

## 生平
額勒伯克於1399年被殺，起因是額勒伯克在瓦剌的绰罗斯首领浩海达裕建议下，霸占了美貌的儿媳豁阿哈屯，杀死了儿子哈尔古楚克。豁阿哈屯为夫报仇，将浩海达裕骗入内室，制造逼奸不从的假象，于是額勒伯克处死浩海达裕。这个举动引起了瓦剌人的报复，額勒伯克安抚了浩海达裕的儿子巴图拉，把女儿萨穆尔公主嫁给了他，但瓦剌部首长乌格齐哈什哈攻杀了額勒伯克。在他死後，乌格齐哈什哈於1400年立坤帖木兒繼位。他的儿子本雅失里流亡中亚，后来被阿鲁台迎回即位为汗。哈尔古楚克的遗腹子阿寨台吉，是后来脱脱不花、阿噶巴尔济、满都鲁三兄弟的父亲。

## 家族成員
- 妻妾
  - 长夫人库伯衮岱哈屯
  - 强娶之儿媳豁阿哈屯
- 子女
  - 女：萨穆尔公主
  - 子：哈尔古楚克，被其父杀死
  - 子：本雅失里